# Vadbarmok
A Vadbarmok (eredeti címe: Strange Wilderness) 2008-as amerikai kalandvígjáték Fred Wolf rendezésében. A főszerepben Steve Zahn, Allen Covert, Jonah Hill, Kevin Heffernan, Ashley Scott, Peter Dante, Harry Hamlin, Robert Patrick, Joe Don Baker, Justin Long, Jeff Garlin és Ernest Borgnine látható. A film negatív kritikákban részesült, és a pénztáraknál is megbukott: kevesebb, mint 7 millió dolláros bevételt hozott a 20 millió dolláros költségvetéssel szemben.

## Cselekmény
A film főszereplői a Strange Wilderness című természetfilm stábja, akik Ecuadorba mennek, hogy Bigfoot után nyomozzanak.

## Szereplők
| Szerep          | Színész         | Magyar hang          |
| --------------- | --------------- | -------------------- |
| Peter           | Steve Zahn      | Zámbori Soma         |
| Fred            | Allen Covert    | Csík Csaba Krisztián |
| Cooker          | Jonah Hill      | Bodrogi Attila       |
| Whitaker        | Kevin Heffernan | Hajdu István         |
| Cheryl          | Ashley Scott    | Mezei Kitty          |
| Danny Gutierrez | Peter Dante     | Tóth Roland          |
| Sky Pierson     | Harry Hamlin    | Kapácsy Miklós       |
| Gus Hayden      | Robert Patrick  | Lénárt László        |
| Bill Calhoun    | Joe Don Baker   | Kajtár Róbert        |
| Fász            | Blake Clark     | Szokolay Ottó        |
| Junior          | Justin Long     | Sótonyi Gábor        |
| Ed Lawson       | Jeff Garlin     | Imre István          |
| Milas           | Ernest Borgnine | Cs. Németh Lajos     |

## Fogadtatás
A film negatív kritikákat kapott. A Rotten Tomatoes honlapján 2%-ot ért el 48 kritika alapján, és 2.7 pontot szerzett a tízből. A The Irish Times kritikusa, Donald Clarke azonban pozitív kritikával illette. A Metacritic oldalán 12 pontot szerzett a százból, 12 kritika alapján.